# 石牌跑马场机场
石牌跑马场机场，是舊日位于中華民國廣東省廣州市的一個機場，原址在省城东郊石牌嶺墳崗、大坳頭一帶（附近有老虎崗，今华南师范大学校园内），其曾是大中華第一个开通国际航线的机场。
其前身为1931年4月5日竣工的石牌跑马场，建筑面积1,885.7平方米，周长1.61公里，呈椭圆型。附有围栏、跑马道、停车场、售票房、马棚、望台、马磅等设施。时看台可容纳4,000人。
启用日举行了大型赛马活动，时有数万人在场内外观看赛事。每赛完一场，由乐队奏乐。广东省政府主席陈铭枢、军界陈济棠等军政大员及外国驻粤领事等当日均有到场观看。
石牌跑马场后由西南航空公司使用部分场地创建机场，该公司是中国历史上第一家民用的地方航空公司。1933年，其租用跑马场的一部分兴建机场，机场长750米，宽250米。大致位于现华南师范大学西门沿着玉兰路和紫荆路向东至文化广场一带。航空公司在机场内设有飞机修理厂。1936年7月，开通了广州至越南河内的国际航线，由此成为大中華第一个通航国外的国际机场。到抗日战争前夕，该机场始发和终到的航线有8条之多，可以到达中国内地10多个城市、香港及越南河内等地。抗日战争后，国民政府未批准西南航空公司复航，石牌跑马场机场被迫废弃。